# Pisito clandestino
Pisito clandestino es una obra de teatro del dramaturgo español Antonio Martínez Ballesteros, estrenada en 1990.

## Argumento
La obra se centra en las vivencias de cuatro mujeres Maite, Concha, Elena y Pichichi por diferentes mujeres deciden dejar a sus respectivas parejas y comenzar una nueva vida en los límites de la marginalidad.

## Estreno
Estrenada en el Teatro Fígaro de Madrid, el 14 de junio de 1990, con Amparo Larrañaga, Marta Fernández Muro, Alberto Delgado, Alfredo Alba y Julia Blanco, dirigidos por Amadeo Sans.